# 罗莎·卢森堡基金会
罗莎·卢森堡基金会（德語：Rosa-Luxemburg-Stiftung，缩写为RLS）是一个总部设在德国柏林的跨国替代政策团体和教育机构，法律地位是非盈利基金会，隶属于左翼党，得名于德国共产党创始人之一罗莎·卢森堡。该机构成立于1990年，当时取名为社会分析和政治教育协会，创立者是民主社会主义党。该机构的主席是Dagmar Enkelmann，副主席是Thomas Händel和Sabine Reiner，执行主管是Daniela Trochowski。2012年，有183名员工。